# ارتش بابا (فیلم ۱۹۷۱)
ارتش بابا (انگلیسی: Dad's Army) فیلمی محصول سال ۱۹۷۱ است. از بازیگران آن می‌توان به آرتور لووی، کلایو دان و جان لوری اشاره کرد.